# Monocapes de dicalcogenur de metalls de transició

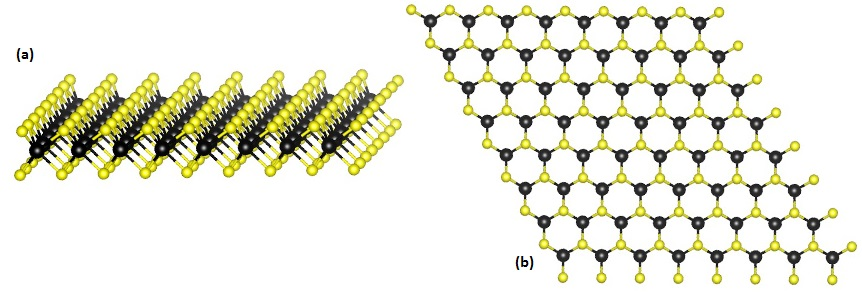
(a) Estructura d'una monocapa TMD hexagonal. Els àtoms M estan en negre i els X en groc. (b) Una monocapa TMD hexagonal vista des de dalt.

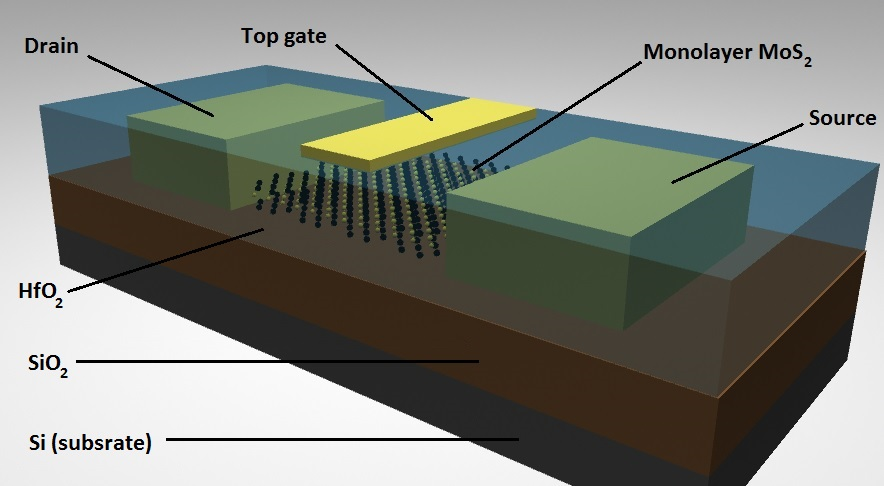
Esquema representatiu de la secció d'un transistor d'efecte de camp basat en una monocapa de MoS₂

Les monocapes de dicalcogenur de metalls de transició (amb acrònim anglès TMD o TMDC) són semiconductors atòmicament prims del tipus MX₂, amb M un àtom de metall de transició (Mo, W, etc.) i X un àtom de calcogen (S, Se o Te). Una capa d'àtoms M es troba entre dues capes d'àtoms X. Formen part de la gran família dels anomenats materials 2D, anomenats així per emfatitzar la seva extraordinària primesa. Per exemple, una monocapa MoS₂ només és de 6,5 Å gruixuda. La característica clau d'aquests materials és la interacció d'àtoms grans a l'estructura 2D en comparació amb els dicalcogenurs de metalls de transició de la primera fila, per exemple, WTe₂ presenta una magnetoresistència i una superconductivitat gegants anòmales.

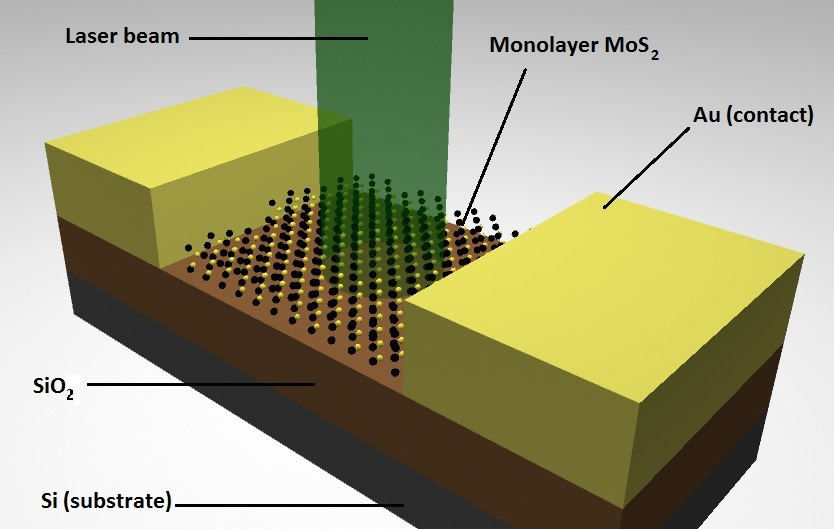
Esquema representatiu de la secció d'un fotodetector ultrasensible basat en una monocapa de MoS₂

El descobriment del grafè mostra com sorgeixen noves propietats físiques quan un cristall a granel de dimensions macroscòpiques s'aprima fins a una capa atòmica. Igual que el grafit, els cristalls a granel de TMD estan formats per monocapes unides entre si per atracció de van-der-Waals. Les monocapes TMD tenen propietats clarament diferents de les del grafè semimetall:
- Les monocapes TMD MoS₂, WS₂, MoSe₂, WSe₂, MoTe₂ tenen una banda intercalada directa i es poden utilitzar en electrònica com a transistors i en òptica com a emissors i detectors.[4][1][5][3]
- L'estructura cristal·lina de monocapa TMD no té centre d'inversió, la qual cosa permet accedir a un nou grau de llibertat de portadors de càrrega, és a dir, l'índex k-vall, i obrir un nou camp de la física: valleytronics[6][7][8][9]
- El fort acoblament gir-òrbita a les monocapes TMD condueix a una divisió gir-òrbita[10] de centenars de meV a la banda de valència i uns quants meV a la banda de conducció, que permet controlar l'espín de l'electró ajustant l'energia del fotó làser d'excitació i maneig.[11]
- La naturalesa 2D i l'acoblament d'òrbita gir alt en capes de TMD es poden utilitzar com a materials prometedors per a aplicacions espintròniques.[12][13]

El treball sobre les monocapes TMD és un camp emergent de recerca i desenvolupament des del descobriment de la banda buida directa i les aplicacions potencials en electrònica i física de vall. Els TMD sovint es combinen amb altres materials 2D com el grafè i el nitrur de bor hexagonal per fer heteroestructures de van der Waals. Aquestes heteroestructures s'han d'optimitzar per ser utilitzades possiblement com a blocs de construcció per a molts dispositius diferents com ara transistors, cèl·lules solars, LED, fotodetectors, piles de combustible, dispositius fotocatalítics i sensors. Alguns d'aquests dispositius ja s'utilitzen a la vida quotidiana i poden ser més petits, més barats i més eficients mitjançant l'ús de monocapes TMD.